# دلتا خرچنگ
دلتا خرچنگ یک ستاره است که در صورت فلکی خرچنگ قرار دارد.